# 前700年代
| 千纪： | 前1千纪 |
| 世纪： | 前9世纪 \| 前8世纪 \| 前7世纪                                                                              |
| 年代： | 前730年代 \| 前720年代 \| 前710年代 \| 前700年代 \| 前690年代 \| 前680年代 \| 前670年代                    |
| 年份： | 前709年 \| 前708年 \| 前707年 \| 前706年 \| 前705年 \| 前704年 \| 前703年 \| 前702年 \| 前701年 \| 前700年 |

前700年代從前709年1月1日開始，於前700年12月31日結束。

## 重要事件及趋势
- 前709年
  - 魯桓公娶文姜
- 前707年
  - 周鄭繻葛之戰，王師大敗
  - 陳公子佗弒世子免而自立
- 前706年
  - 蔡桓侯殺陳侯佗立陳厲公躍。
- 前705年
  - 亞述國王即位
- 前704年
  - 楚武王熊通稱王
  - 秦憲公去世後，大庶長弗忌、威壘和三父廢太子秦武公，另立秦出子繼位。
- 前701年
  - 屈瑕盟貳、軫，與鄖戰於蒲騷，勝之，得城下之盟而還
  - 宋莊公脅祭足立鄭厲公突，鄭昭公奔衛
- 前700年
  - 楚屈瑕攻绞，大破之，为城下之盟而还。
  - 鲁、郑攻宋。宋向郑索赂太多，郑因而攻宋。

## 出生
- 秦德公，秦國君主（前676年逝世）。
- 陳完，陳厲公之子（逝世不詳）。

## 逝世
- 晉哀侯（前709年）
- 晉小子侯（前705年）
- 鄭莊公（前701年）
- 秦憲公，秦國君主（前704年）。
- 杞武公（？- 前704年）杞國第5任君主。
- 陳桓公（前707年）